# Radio Nova (Finlande)
Ne pas confondre avec la station de radio française Radio Nova.
Radio Nova est une station de radio en Finlande. 
C'est une étape importante pour l’industrie de la radio lors de son lancement en 1997. Nova est le seul radiodiffuseur commercial national. Elle appartenait auparavant à Bonnier et Proventus. Radio Nova est vendue à Bauer Media en décembre 2015.
Aujourd’hui, Nova est la radio commerciale la plus écoutée en Finlande avec 1 264 000 auditeurs hebdomadaires, touchant 25,6 % de la population par semaine,. Elle se spécialise dans la diffusion de musique populaire pour les personnes âgées de 25 à 44 ans et diffuse des flash info toutes les heures. Nova est aussi une importante source d’images de la circulation routière. Elle diffuse un programme axé sur la circulation tous les vendredis et dimanches appelé Radio Nova Liikenteessä (Radio Nova dans la circulation).